# 1705 az irodalomban
Az 1705. év az irodalomban.

## Események

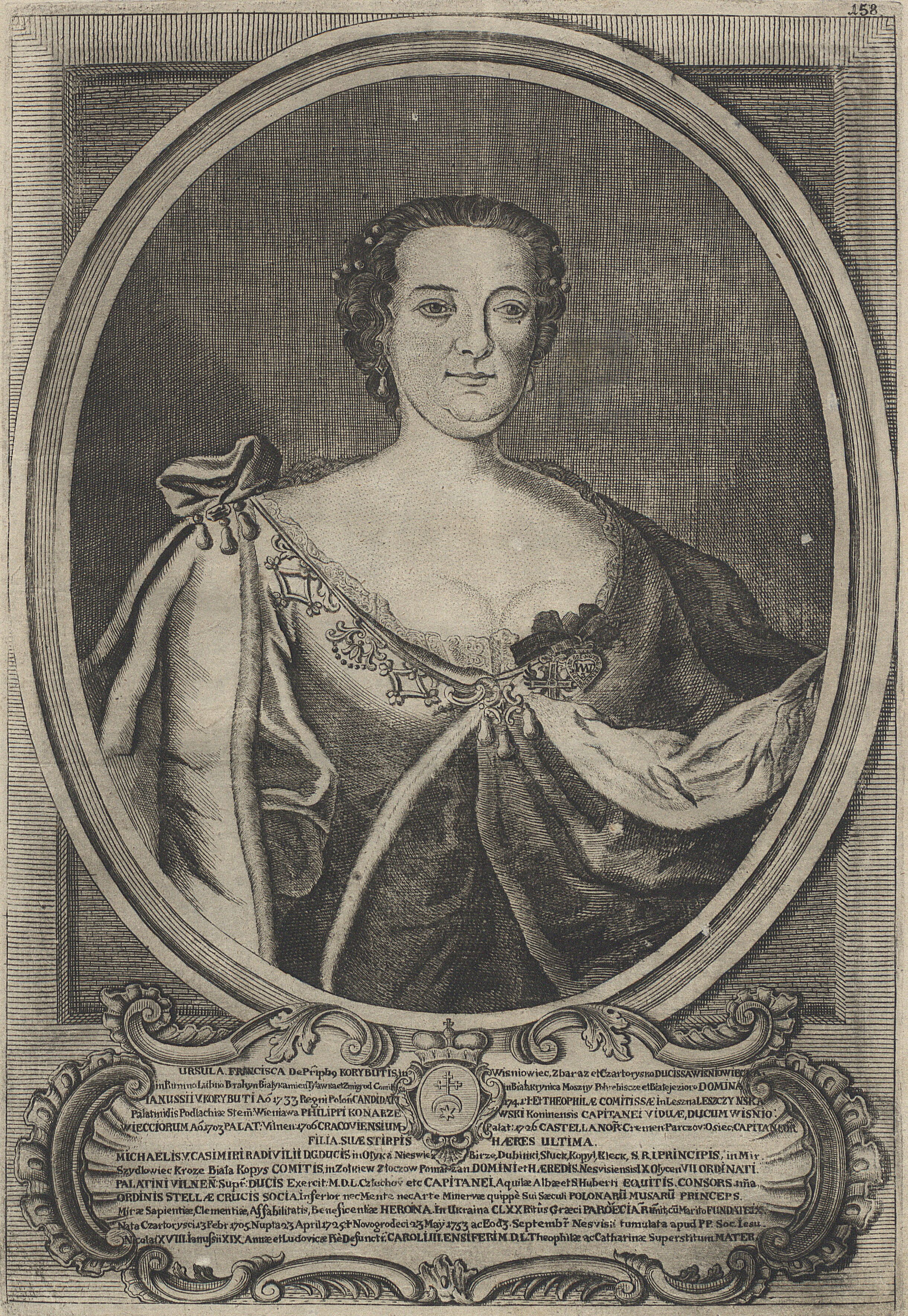
Franciszka Urszula Radziwiłłowa

- Megjelenik az első hazai hírlap, a Mercurius Hungaricus (majd Mercurius Veridicus ex Hungaria) Felső-Magyarországon, a Rákóczi-szabadságharc latin nyelvű félhivatalos tájékoztatója. 1705 és 1710 között mindössze hét száma jelent meg.

## Születések
- február 12. – Franciszka Urszula Radziwiłłowa lengyel-litván nemesasszony, költő, író, az első lengyel női drámaíró († 1753)

## Halálozások
- március 5. – Szentiványi Márton jezsuita hittudós, polihisztor, író (* 1633)
- október 17. – Ninon de l’Enclos francia luxus kurtizán, író és művészek pártfogója a francia királyi udvarban (* 1620)